# Tournoi de tennis des championnes
Le tournoi des championnes est un tournoi de tennis féminin du circuit professionnel WTA. Il réunit chaque fin de saison entre 2009 et 2014 les huit joueuses les mieux classées sur le circuit WTA ayant remporté au moins un tournoi de la catégorie « International Events » au cours de l'année, mais non qualifiées pour les Masters.
Il continue en 2015 sous l'appellation WTA Elite Trophy à Zhuhai (Chine) avec une formule remaniée et un statut de « Masters bis ». Désormais, le tournoi réunit les joueuses du top 20 qui ne sont pas qualifiées pour le Masters.
L'épreuve disparait du calendrier en 2020 et réapparait en 2023.

## Modalités de participation
Les modalités de participation diffèrent selon les éditions du tournoi : 
- En 2009, l'épreuve regroupe les dix joueuses les mieux classées en simple qui ont gagné au moins un tournoi de la catégorie « International Events » au cours de l'année, mais non qualifiées pour les Masters. Deux invitations supplémentaires sont accordées par les organisateurs, pour un total de douze participantes.
- À partir de 2010, le tournoi ne regroupe plus que les huit joueuses les mieux classées en simple ayant au moins remporté un tournoi de la catégorie « International Events » au cours de l'année, mais non qualifiées pour les Masters. Les organisateurs du tournoi se réservent néanmoins le droit de remplacer certaines joueuses théoriquement qualifiées par des invitées de leur choix.
- En 2015, un tableau de double s'ajoute et l'épreuve monte en catégorie Masters (Tour Championship). Elle regroupe les joueuses classées dans le top 20 non qualifiées pour les Masters. Une invitation est réservée au choix des organisateurs.

## Déroulement de l'épreuve
- En 2009, les douze joueuses qualifiées sont réparties dans quatre poules regroupant chacune trois participantes. Les vainqueurs de chaque poule s'affrontent ensuite dans un tableau à élimination directe (demi-finale puis finale).
- En 2010 et 2011, l'épreuve se déroule sous la forme d'un tableau à élimination directe (quart de finale, demi-finale puis finale). Une petite finale est prévue pour la détermination des troisième et quatrième places.
- De 2012 à 2014, c'est le retour des poules (deux groupes de quatre joueuses). Les deux premières de chaque poule s'affrontent ensuite dans un tableau à élimination directe (demi-finale puis finale). La gagnante du tournoi qui aurait remporté au minimum trois épreuves « International Events » dans l'année se voit attribuer un bonus d'un million de dollars. La compétition ne comporte pas de tableau de double.
- En 2015, les douze joueuses qualifiées sont réparties en quatre groupes de trois. Les vainqueurs de chaque poule se rencontrent en demi-finale avant l'ultime confrontation pour le titre. En double dames, six paires sont séparées en deux groupes, et les deux vainqueurs s'affrontent en finale pour se disputer le titre.

## Palmarès

### Simple
| No | Date       | Nom et lieu du tournoi                          | Catégorie      | Dotation       | Surface        | Vainqueure          | Finaliste               | Score          |                |
| -- | ---------- | ----------------------------------------------- | -------------- | -------------- | -------------- | ------------------- | ----------------------- | -------------- | -------------- |
| 1  | 04-11-2009 | Commonwealth Bank Tournament of Champions, Bali | Intern'l       | 600 000 $      | Dur (int.)     | Aravane Rezaï       | Marion Bartoli          | 7-5, ab.       | Tableau        |
| 2  | 04-11-2010 | Commonwealth Bank Tournament of Champions, Bali | Intern'l       | 600 000 $      | Dur (int.)     | Ana Ivanović        | Alisa Kleybanova        | 6-2, 7-65      | Tableau        |
| 3  | 03-11-2011 | Commonwealth Bank Tournament of Champions, Bali | Intern'l       | 600 000 $      | Dur (int.)     | Ana Ivanović        | Anabel Medina Garrigues | 6-3, 6-0       | Tableau        |
| 4  | 30-10-2012 | Qatar Airways Tournament of Champions, Sofia    | Intern'l       | 750 000 $      | Dur (int.)     | Nadia Petrova       | Caroline Wozniacki      | 6-2, 6-1       | Tableau        |
| 5  | 28-10-2013 | Garanti Koza WTA Tournament of Champions, Sofia | Intern'l       | 750 000 $      | Dur (int.)     | Simona Halep        | Samantha Stosur         | 2-6, 6-2, 6-2  | Tableau        |
| 6  | 28-10-2014 | Garanti Koza WTA Tournament of Champions, Sofia | Intern'l       | 750 000 $      | Dur (int.)     | Andrea Petkovic     | Flavia Pennetta         | 1-6, 6-4, 6-3  | Tableau        |
| 7  | 03-11-2015 | Huajin Securities WTA Elite Trophy, Zhuhai      | Elite Trophy   | 2 150 000 $    | Dur (int.)     | Venus Williams      | Karolína Plíšková       | 7-5, 7-66      | Tableau        |
| 8  | 01-11-2016 | Huajin Securities WTA Elite Trophy, Zhuhai      | Elite Trophy   | 2 214 500 $    | Dur (int.)     | Petra Kvitová       | Elina Svitolina         | 6-4, 6-2       | Tableau        |
| 9  | 31-10-2017 | Hengqin Life WTA Elite Trophy, Zhuhai           | Elite Trophy   | 2 280 935 $    | Dur (int.)     | Julia Görges        | Coco Vandeweghe         | 7-5, 6-1       | Tableau        |
| 10 | 30-10-2018 | Hengqin Life WTA Elite Trophy, Zhuhai           | Elite Trophy   | 2 280 935 $    | Dur (int.)     | Ashleigh Barty      | Wang Qiang              | 6-3, 6-4       | Tableau        |
| 11 | 22-10-2019 | Hengqin Life WTA Elite Trophy, Zhuhai           | Elite Trophy   | 2 419 844 $    | Dur (int.)     | Aryna Sabalenka     | Kiki Bertens            | 6-4, 6-2       | Tableau        |
|    | 2020-2022  | Pas de tournoi                                  | Pas de tournoi | Pas de tournoi | Pas de tournoi | Pas de tournoi      | Pas de tournoi          | Pas de tournoi | Pas de tournoi |
| 12 | 24-10-2023 | WTA Elite Trophy, Zhuhai                        | Elite Trophy   | 2 419 844 $    | Dur (int.)     | Beatriz Haddad Maia | Zheng Qinwen            | 7-611, 7-64    | Tableau        |

### Double
| No | Date       | Nom et lieu du tournoi                    | Catégorie      | Dotation       | Surface        | Vainqueures                              | Finalistes                           | Score            |                |
| -- | ---------- | ----------------------------------------- | -------------- | -------------- | -------------- | ---------------------------------------- | ------------------------------------ | ---------------- | -------------- |
| 1  | 03-11-2015 | Huajin Securities WTA Elite Trophy Zhuhai | Elite Trophy   | 2 150 000 $    | Dur (int.)     | Liang Chen Wang Yafan                    | Anabel Medina Arantxa Parra Santonja | 6-4, 6-3         | Tableau        |
| 2  | 01-11-2016 | Huajin Securities WTA Elite Trophy Zhuhai | Elite Trophy   | 2 214 500 $    | Dur (int.)     | İpek Soylu Xu Yifan                      | Yang Zhaoxuan You Xiaodi             | 6-4, 3-6, [10-7] | Tableau        |
| 3  | 31-10-2017 | Hengqin Life WTA Elite Trophy Zhuhai      | Elite Trophy   | 2 280 935 $    | Dur (int.)     | Duan Ying-Ying Han Xinyun                | Lu Jing-Jing Zhang Shuai             | 6-2, 6-1         | Tableau        |
| 4  | 30-10-2018 | Hengqin Life WTA Elite Trophy Zhuhai      | Elite Trophy   | 2 280 935 $    | Dur (int.)     | Lyudmyla Kichenok Nadiia Kichenok        | Shuko Aoyama Lidziya Marozava        | 6-4, 3-6, [10-7] | Tableau        |
| 5  | 22-10-2019 | Hengqin Life WTA Elite Trophy Zhuhai      | Elite Trophy   | 2 419 844 $    | Dur (int.)     | Lyudmyla Kichenok Andreja Klepač         | Duan Ying-Ying Yang Zhaoxuan         | 6-3, 6-3         | Tableau        |
|    | 2020-2022  | Pas de tournoi                            | Pas de tournoi | Pas de tournoi | Pas de tournoi | Pas de tournoi                           | Pas de tournoi                       | Pas de tournoi   | Pas de tournoi |
| 6  | 24-10-2023 | WTA Elite Trophy Zhuhai                   | Elite Trophy   | 2 419 844 $    | Dur (int.)     | Beatriz Haddad Maia Veronika Kudermetova | Miyu Kato Aldila Sutjiadi            | 6-3, 6-3         | Tableau        |